# Petřvald (ort i Tjeckien, lat 49,83, long 18,39)
Petřvald är en stad i Tjeckien. Den ligger i den östra delen av landet, 290 km öster om huvudstaden Prag. Petřvald ligger 248 meter över havet och antalet invånare är 6 854.
Terrängen runt Petřvald är platt. Runt Petřvald är det ganska tätbefolkat, med 111 invånare per kvadratkilometer. Närmaste större samhälle är Ostrava, 7,7 km väster om Petřvald. Runt Petřvald är det i huvudsak tätbebyggt.